# Isabella Bird Bishop
Isabella Lucy Bird Bishop z domu Bird (ur. 15 października 1831 w Boroughbridge, zm. 7 października 1904 w Edynburgu) – angielska podróżniczka, pisarka i fotografka. Trzydzieści lat podróżowania po Stanach Zjednoczonych, Azji Południowo-Wschodniej, Hawajach, Dalekim Wschodzie i centralnych obszarach Azji, często w rejonach wówczas prawie nieznanych, przyniosły jej sławę jednej z najbardziej znanych i cenionych postaci wśród podróżników drugiej połowy XIX wieku. Należała do członków założycieli Royal Scottish Geographical Society (RSGS). W 1892 była w grupie pierwszych 14 kobiet, którym przyznano członkostwo Królewskiego Towarzystwa Geograficznego (RGS). Osiem obszernych relacji z tych podróży, opartych przeważnie na listach pisanych do siostry Henrietty i bogato ilustrowanych częściowo jej fotografiami, zachowało pewną wartość dokumentacyjną, a kilka z nich nie straciło nic z czytelniczej atrakcyjności do dziś. Tworzą one obraz damy z epoki wiktoriańskiej, która dla realizacji pasji do podróży i przygód nie wahała się na czas pobytu w odległych zakątkach świata odrzucić takie konwenanse jak podróżowanie w pojedynkę lub jazda konno w damskim siodle.

## Życiorys

### Wczesne lata
Pochodziła z zamożnej rodziny handlarzy jedwabiu, urzędników państwowych i misjonarzy, spowinowaconych rodzinnie lub ideologicznie z ewangelikalnym ruchem religijnym Clapham Sect. Ojciec, Edward Bird (1792–1858), porzuciwszy po śmierci żony i syna na cholerę karierę prawniczą w Kalkucie, przyjął w 1830 święcenia i został pastorem w Boroughbridge w hrabstwie North Yorkshire, gdzie ożenił się z Dorą Lawson (1803–1866), jedną z córek zmarłego w 1805 kanonika przy katedrze w Ripon. Ich pierwsza córka, Isabella Lucy, urodziła się 15 października 1831 w posiadłości Lawsonów – Boroughbridge Hall. W 1832 Bird został wikariuszem w Maidenhead w hrabstwie Birkshire, a w dwa lata później Birdowie przeprowadzili się ze względu na zły stan zdrowia ojca do wioski Tattenhall w hrabstwie Cheshire, gdzie Edward Bird został pastorem zgromadzenia przy kościele St Alban. W tym samym roku urodziła się tam jej siostra, Henrietta Amelia, nazywana Hennie. Pastor Edward Bird był gorliwym uczestnikiem ruchu Clapham Sect, toteż surowe przestrzeganie zasad religijnych i moralnych kształtowało atmosferę dzieciństwa i wczesnej młodości sióstr Bird. Jego nieugięty sprzeciw wobec pracy i handlu w niedziele budził opór parafian, głównie pracujących w rolnictwie, tak że kongregacja przy jego kościele zaczęła się kurczyć. W 1842 przeniesiono pastora Birda do parafii kościoła St. Thomas w Birmingham. W 1848 roku rodzina przeniosła się na krótko do Eastbourne na płd. wybrzeżu Anglii, a następnie zamieszkała w Wyton w hrabstwie Huntingdonshire (obecnie Cambridgeshire).

### Problemy zdrowotne
Od wczesnego dzieciństwa Isabella Bird była wątła, cierpiała na dolegliwości kręgosłupa, bóle głowy i bezsenność. Lekarze zalecali częste przebywanie na świeżym powietrzu, więc od dzieciństwa jeździła konno i była oswojona z przebywaniem w naturze. Formalną naukę pobierała jedynie w domu: ojciec był zapalonym botanikiem, a matka przekazywała córkom wiedzę z pozostałych dziedzin; Isabella Lucy okazała się też szybko zapaloną czytelniczką. Siłą charakteru rekompensowała słabe zdrowie, a bystrością umysłu narzucone religijnością restrykcje – co tak skomentowano w artykule w „The Spectator” tuż po jej śmierci: „Żywa inteligencja [i] niezwykła ciekawość świata zewnętrznego nie dopuszczały, aby jej umysł i natura zostały zawężone i usztywnione przez ściśle ewangeliczną atmosferę domu jej dzieciństwa”.
W trakcie przeprowadzonej w 1850 operacji „z okolic kręgosłupa został usunięty włóknisty guz”. Mimo tego nadal cierpiała na nieokreślone dolegliwości powodujące znużenie i bezsenność. Lekarze zalecili radykalną zmianę otoczenia, najlepiej podróż morską. Na początku lata 1854 nadarzyła się okazja, by popłynęła do Ameryki Północnej towarzysząc kuzynkom powracającym do mieszkających na Wyspie Księcia Edwarda rodziców. Otrzymała od ojca £100 i zgodę na pozostanie za oceanem tak długo, jak będzie chciała. Listy pisane z wielomiesięcznej podróży do domu stały się podstawą jej pierwszej publikacji The Englishwoman in America (wyd. 1856). Niewygody i uciążliwości podróżowania, głównie pociągiem, przez Amerykę nie osłabiały jej entuzjazmu dla poznawania nowych krajów i nie prowadziły do dolegliwości zdrowotnych. Te jednak pojawiły się z wcześniejszą intensywnością wraz z powrotem do Wielkiej Brytanii. W nadziei na poprawę zdrowia ponownie wyjechała do USA w 1857. Po śmierci ojca w 1858 Dora Bird przeprowadziła się z córkami do Edynburga, gdzie zmarła w 1866. Przez okres do początku lat 70. XIX w. siostry oddawały się przede wszystkim działalności społecznej: Henrietta angażując się na rzecz społeczności wyspy Mull, gdzie po śmierci matki kupiła dom (w Tobermory) i zamieszkała, a Isabella walcząc piórem o godne warunki życia dla mieszkańców miejskich slumsów w Szkocji. Dolegliwości chorobowe stawały się tak bardzo uciążliwe, że Isabella bliska była załamania psychicznego. Choć więź emocjonalna między siostrami była bardzo silna, nie była skłonna przenieść się za Henriettą na stałe na wyspę Mull, tłumacząc, że klimat archipelagu Hebrydów jej wrodzoną chorowitość jedynie pogorszy.

### Lata dojrzałe

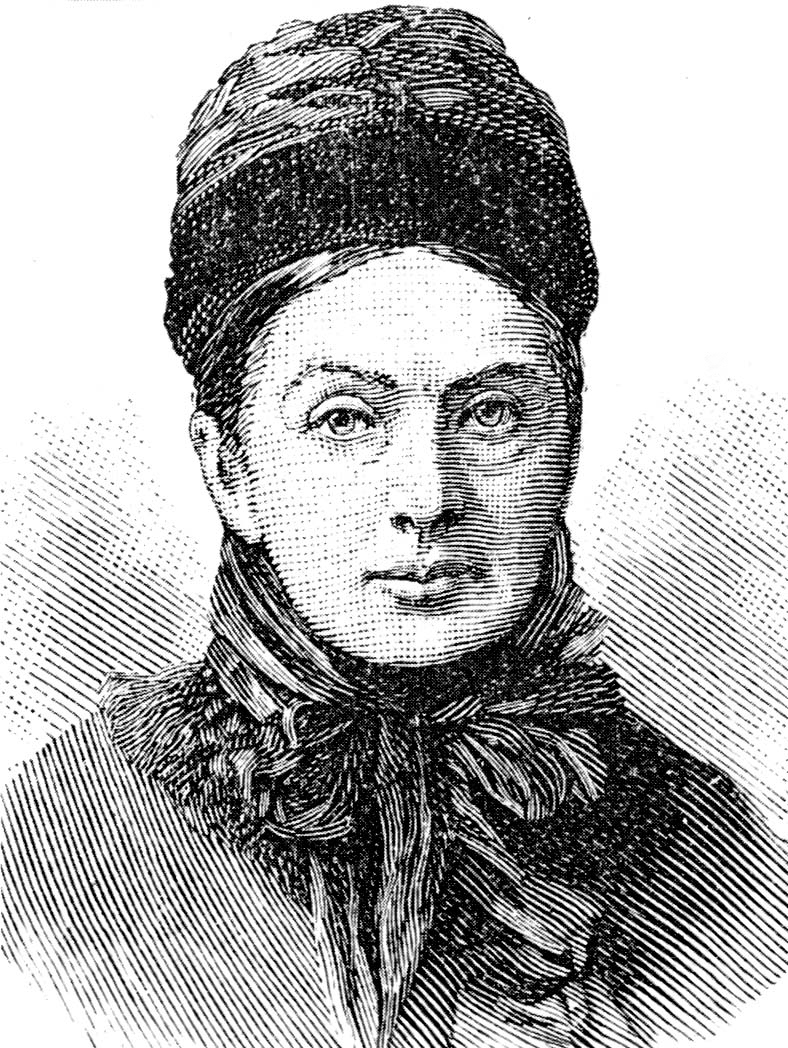
Isabella Bird

#### Podróże po Australii, Hawajach i w Górach Skalistych
Nieustające problemy zdrowotne raczej skłoniły ją do udania się w rejs na antypody niż powstrzymywały od podjęcia trudów podróżowania. W lipcu 1872, travelling for health, wyruszyła przez Australię i Nową Zelandię na Hawaje, znane wówczas w Europie jako Sandwich Islands. Spędziła tam – z wielką korzyścią dla zdrowia – prawie siedem miesięcy, pokonując nawet znaczne odległości konno, szczególnie przez nią lubiane od kiedy zarzuciła jazdę w damskim siodle. Weszła na szczyt wulkanu Mauna Loa (4169 m) i innych wysokich wzniesień, odwiedziła odległe i mało znane zakątki archipelagu i zapoznała się bezpośrednio z życiem jego autochtonów. Na bazie listów do siostry napisała obszerną relację z tej podróży The Hawaiian Archipelago (wyd. 1875).

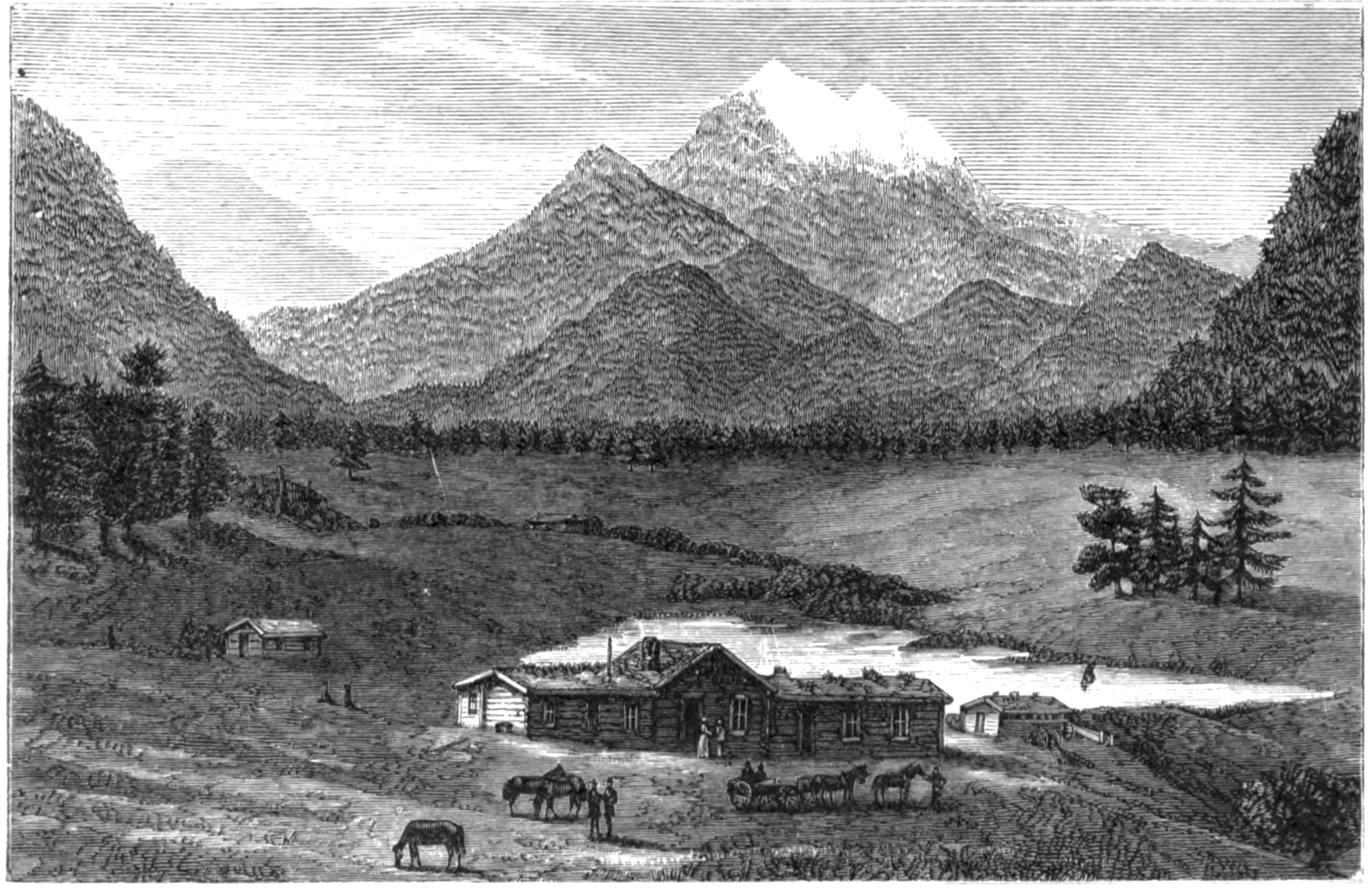
Ilustracja z A Lady’s Life in the Rocky Mountains zatytułowana „Mój dom w Górach Skalistych”

Pod koniec lata 1873, kontynuując podróż, udała się do zachodnich stanów USA, o których klimacie – szczególnie tym górskim w Kolorado – słyszała jako o doskonałym dla osób o słabym zdrowiu. Od początku września do połowy grudnia 1873 przejechała konno – często samotnie – 1300 km szlakami w Górach Skalistych, nocując przeważnie w improwizowanych warunkach i w przypadkowym towarzystwie. Ze stoickim spokojem i bez widocznego uszczerbku dla zdrowia znosiła pogodnie ekstremalne warunki pogodowe i prymitywny standard zamieszkiwany przez nią domostw, gdzie pomagała przy zaganianiu bydła i prowadzeniu rancza „nie gorzej niż mężczyzna”. W książce opisującej tę podróż, A Lady’s Life in the Rocky Mountains (1879), zdała szczerą relację z wyzwań, którym stawiała czoło, ukrywając jednak pełną naturę wielotygodniowej relacji z jednym z towarzyszy podróży. Jako wydawcę swojej pierwszej książki zdołała pozyskać renomowane londyńskie wydawnictwo John Murray, Albemarle Street, a z jego ówczesnym właścicielem Johnem Murrayem III i jego żoną połączyła ją trwała przyjaźń.
Klimat Wysp Brytyjskich był zdecydowanie niekorzystny dla jej zdrowia i wcześniejsze objawy chorób powróciły tuż po powrocie do domu koniec 1873. W relacjach z podróży nigdzie nie uskarżała się ani na stan zdrowia ani na swoją kondycję fizyczną czy psychiczną – mimo oczywistych trudów i spartańskich warunków podróżowania. W ciągu kolejnych pięciu lat w Wielkiej Brytanii, letnie miesiące spędzała u siostry na wyspie Mull. W tym okresie poznała młodszego od niej o 10 lat lekarza z Edynburga, Johna Bishopa, który od 1876 przez kolejne lata zabiegał o jej rękę.

#### Podróże na Dalekim Wschodzie
W kwietniu 1878 wyruszyła w podróż na Daleki Wschód, deklarując jako jej cel poprawę zdrowia. Dwutomowe dzieło Unbeaten tracks in Japan (1880) to relacja z pokonania (przeważnie w towarzystwie jedynie japońskiego tłumacza) ponad 2200 km w odległych i przez Europejczyków nieodwiedzanych regionach japońskich wysp Honsiu i Hokkaido. W utworze tym dzieliła się też wiedzą zdobywaną w bezpośrednim doświadczeniu (przez wiele tygodni mieszkała wśród Ajnów), ten jej wkład naukowy spotkał się z uznaniem także w kręgach Królewskiego Towarzystwa Geograficznego. Podczas tej podróży z rozmysłem udawała się w te regiony Japonii, do których nie dotarł jeszcze pęd do naśladowania zachodnich wzorców w gospodarce i życiu codziennym. Tak trudne były warunki, w jakich przeszło jej podróżować, że zapadła na zdrowiu, a obok bóli kręgosłupa i bezsenności zaczęły ją trapić stany depresyjne. Niemniej jednak kontynuowała podróż ku krajom Azji Południowo-Wschodniej.

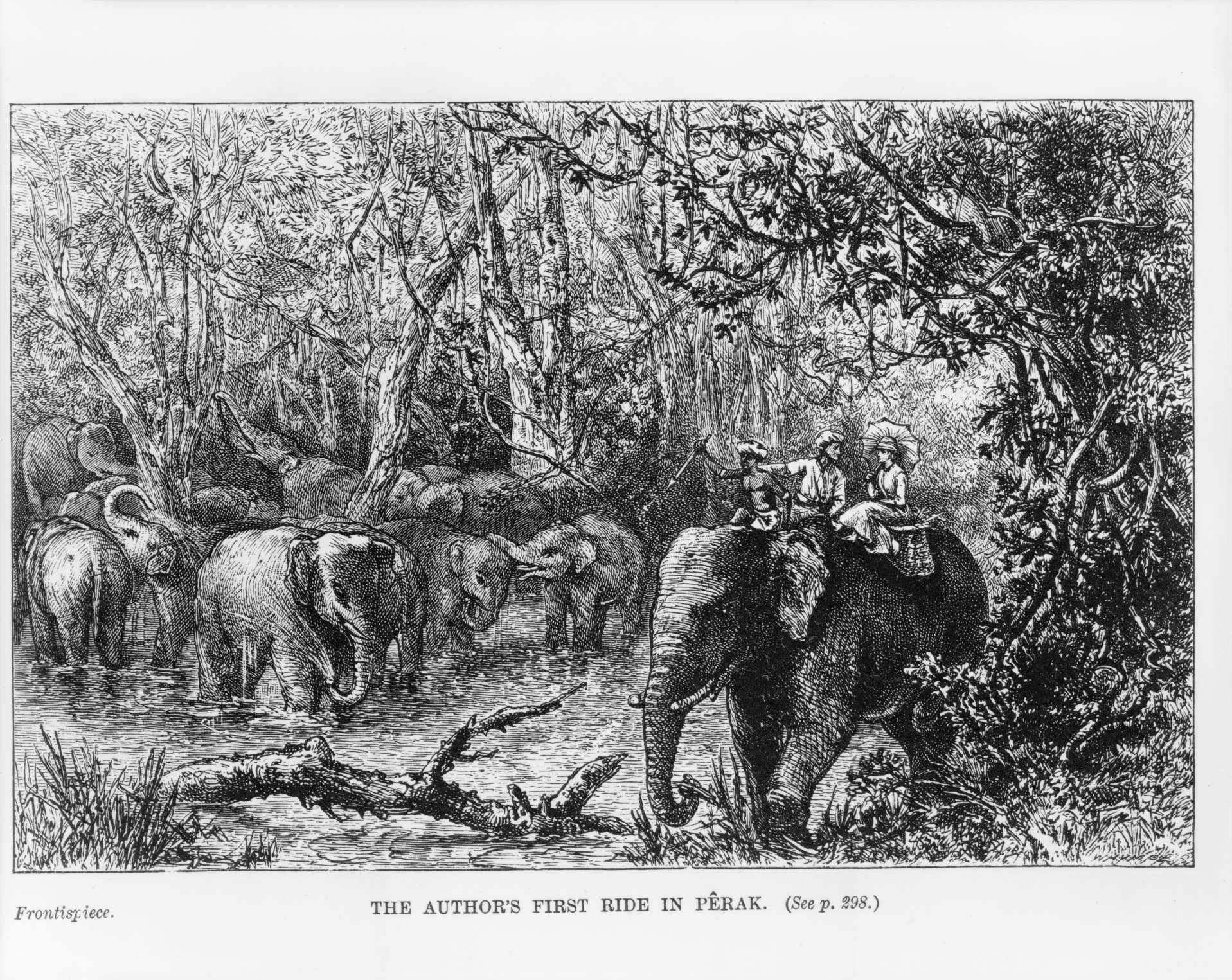
Isabella Bird podczas przejażdżki na słoniu w Peraku (Malezja)

Od końca grudnia 1878 do końca lutego 1879 odbyła wieloetapowy rejs wzdłuż zachodniego skraju Morza Południowochińskiego: od Hongkongu i Kantonu, przez Sajgon do Singapuru. Następnie opłynęła zachodnie wybrzeże Półwyspu Malajskiego, zawijając do portów: Malakka, Seremban, Selangor i innych. Odbyła kilka wypraw w głąb kraju, np. w Peraku. Relację z tej podróży ogłosiła pod tytułem The Golden Chersonese (1883), nawiązującym do starożytnej nazwy Półwyspu Malajskiego – Złoty Półwysep. Z Penangu popłynęła na Cejlon, ale tej części podróży nie opisała w żadnej książce. Zanim w maju 1879 powróciła do Wielkiej Brytanii, odwiedziła jeszcze po drodze Egipt i półwysep Synaj, gdzie zachorowała i powróciwszy do domu, potrzebowała kilku tygodni i opieki lekarskiej, by powrócić do sprawności fizycznej.
W czerwcu 1880 Henrietta Bird zmarła na tyfus, pogrążając Isabellę Bird w nieutulonym żalu. Napisała wówczas o siostrze: „wraz z nią zmarły światło i inspiracja mojego życia. Jest tak, jakbym to ja sama odeszła”. W marcu 1881 – nadal w ciężkiej żałobie – poślubiła młodszego o 10 lat lekarza z Edynburga Johna Bishopa. Małżeństwo okazało się udane, więc jego przedwczesna śmierć na serce w 1886 była dla Isabelli Bird Bishop kolejną ogromną stratą osobistą. Także jej stan zdrowia znacznie się pogorszył i lekarze diagnozowali szereg przypadłości, mimo to w 1888 na tyle wróciła do zdrowia, by planować wyjazd do Azji Środkowej. Jej sytuacja finansowa była korzystna, gdyż obok spadków po siostrze i po mężu źródłem dochodu były dobrze sprzedające się książki.
W tym okresie podjęła szereg działań, które miały jej podróżowaniu w odległe rejony świata nadać nowy wymiar – wspieranie tamtejszych misji medycznych. Z rąk pastora Charlesa Spurgeona przyjęła chrzest w rycie reformowanego baptyzmu, deklarując tym samym gotowość prowadzenia w trakcie odbywanych podróży prac misjonarskich. Za tą deklaracją, jak zaznaczają współczesne biografki Isabelli Bishop, nie stały jednak ani zapał ewangelizacyjny, ani inne związki z sektą Spurgeona. Wiedziona pobudkami raczej samarytańskimi odbyła trzymiesięczny kurs pielęgniarski w Londynie i po okresie niestabilnego zdrowia i wahań wyruszyła na początku 1889 do Indii, by stamtąd udać się do Turcji i Persji.

### Ostatnie podróże

#### Persja i kraje sąsiadujące
Przybywszy na subkontynent w lutym 1889, udała się do Kaszmiru, wówczas pod brytyjskim protektoratem, i w Śrinagarze wsparła finansowo powstający tam ośrodek zdrowia dla kobiet. Jego inicjatorką była Fanny Jane Butler, brytyjska misjonarka i lekarka. Na ośrodek, nazwany wkrótce John Bishop Memorial Hospital, składały się obok składu aptecznego budynki i pomieszczenia zabiegowe i szpitalne oraz dom misyjny. Pod koniec czerwca opuściła Kaszmir, by przez przełęcz Zoji (3528 m) zejść do Ladakhu i rozpocząć eksplorację tej i sąsiednich tybetańskich prowincji. Podróżując konno i na grzbiecie jaka spędziła niemal trzy miesiące objeżdżając – nie bez przygód i niebezpieczeństw – rejony w pobliżu stolicy Ladakhu Leh i poznając bezpośrednio organizację życia społecznego i religijnego Tybetańczyków. Wyjazd ten nie zaowocował jednak tak obszerną relacją podróżniczą jak poprzednie książki wydawane przez Johna Murraya.

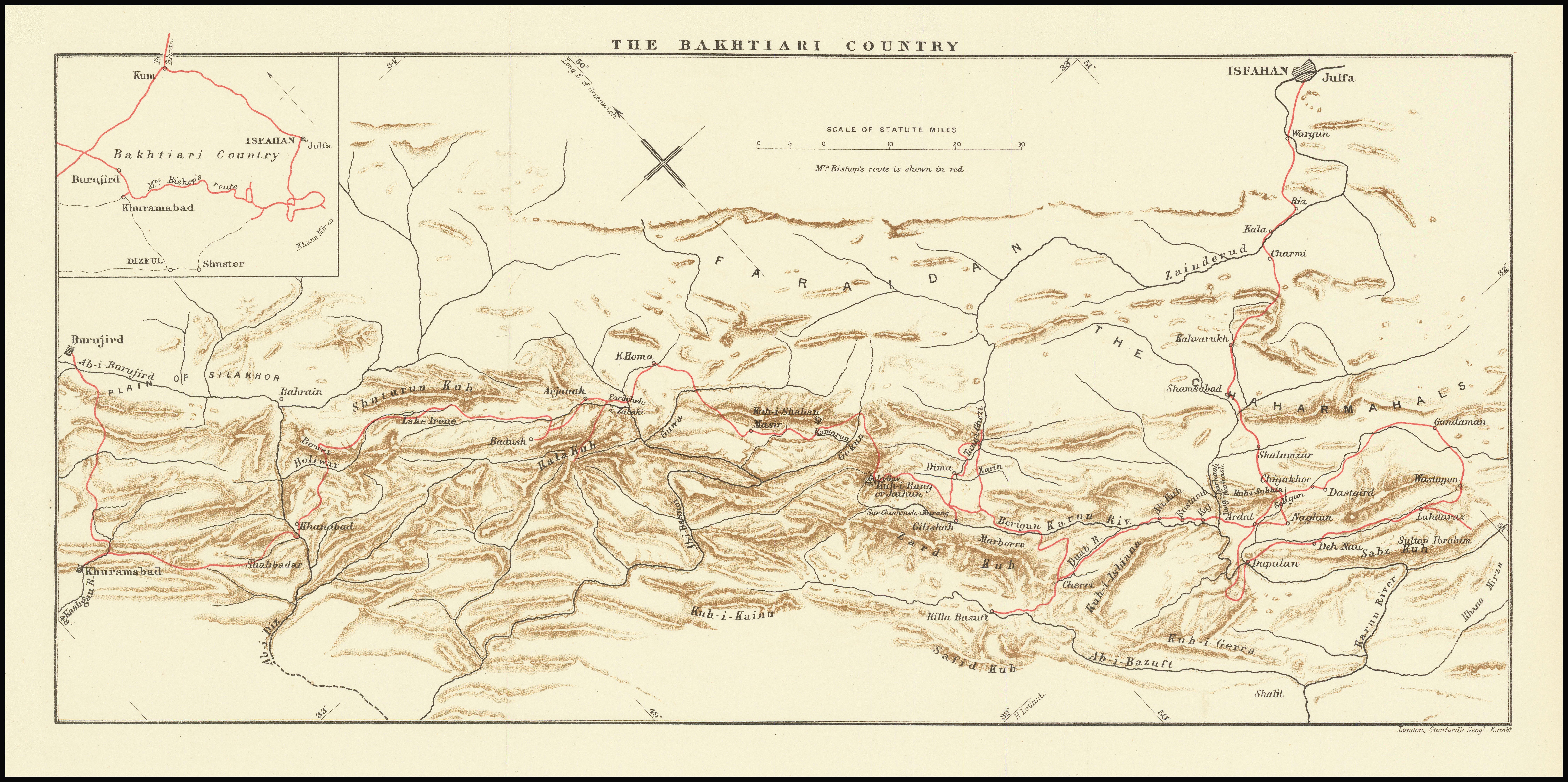
Mapa z wyrysowanym szlakiem podróży Isabelli Bird przez kraj Bachtiarów w Persji w 1891

Na początku 1890 spędziła 46 dni w drodze z Bagdadu do Teheranu w towarzystwie brytyjskiego majora na geograficzno-wojskowym rekonesansie regionów w zachodniej Persji, rekonesansie w ramach toczącego się w tym rejonie w XIX wieku współzawodnictwa o wpływy między carską Rosją a Imperium Brytyjskim. Choć ich znajomość wynikła z przypadkowego spotkania, wspólna wyprawa była układem obopólnie korzystnym: Isabelli Bishop zapewniał osłonę w tym wyjątkowo niebezpiecznym rejonie Azji, a jej obecność odwracała uwagę perskich władz od rzeczywistego celu tego przedsięwzięcia. Prymitywne okoliczności podróżowania i noclegów, trudności terenowe i skrajne warunki pogodowe złożyły się na „najcięższą wyprawę jej życia”. Isabella Bishop miała wówczas 59 lat i żadna z jej wcześniejszych ani późniejszych wypraw nie przyniosła jej tyle fizycznego cierpienia i wyczerpania. Po trzech tygodniach wypoczynku w Isfahanie wyruszyła w tym samym towarzystwie znowu w drogę – ponad trzy miesiące eksploracji krain Bachtiarów w górskich rejonach między Persją, Turcją a Rosją. Od sierpnia podróżowała przez Kurdystan już bez wcześniejszej eskorty. Mimo osłabienia i choroby kontynuowała wyprawę, zmieniając zwierzęta i uczestników karawany, przez Kurdystan i Armenię do wybrzeży Morza Czarnego, dokąd przybyła w połowie grudnia 1890; do Edynburga dotarła tuż po Bożym Narodzeniu. Obszerna, dwutomowa relacja z tej podróży, zatytułowana Journeys in Persia and Kurdistan, including a summer in the Upper Karun region and a visit to the Nestorian rayahs, ukazała się w Londynie w 1891; opisy pierwszych części podróży i mapy ich dotyczące musiały – ku wielkiej irytacji autorki – zostać zatwierdzone przez oficjalną jednostkę przy Indian War Office.

#### Daleki Wschód
Po okresie poświęconym na wygłaszanie odczytów, pisanie artykułów i oficjalne spotkania podjęła w styczniu 1894, wbrew radom lekarzy zaniepokojonych stanem jej zdrowia, podróż na Daleki Wschód. Przez ponad trzy lata podróżowała przez Koreę i Mandżurię po Władywostok, krążąc między Japonią a Chinami była świadkiem działań i skutków wojny chińsko-japońskiej toczonej o polityczne wpływy w Korei. Jej zainteresowanie tym krajem było ogromne, a podróżowanie po nim, mimo nieporównywalnie prymitywnych warunków, pochłaniało ją intelektualnie w znacznie szerszym zakresie i bardziej dogłębnie niż którakolwiek z poprzednich wypraw. Ponadto z pasją oddawała się fotografowaniu i wywoływaniu zdjęć, do czego ją przygotował odbyty w Londynie w 1893 kurs profesjonalnej sztuki fotograficznej. Książka szczegółowo relacjonująca na ponad 500 stronach jej pobyt w Korei i krajach z nią sąsiadujących – Korea and Her Neighbours: a narrative of travel, with an account of the recent vicissitudes and present position of the country (1898) – zawiera także dogłębne analizy sytuacji politycznej w tym rejonie; z jej opiniami, jak sama się przekonała, poważnie się liczono.

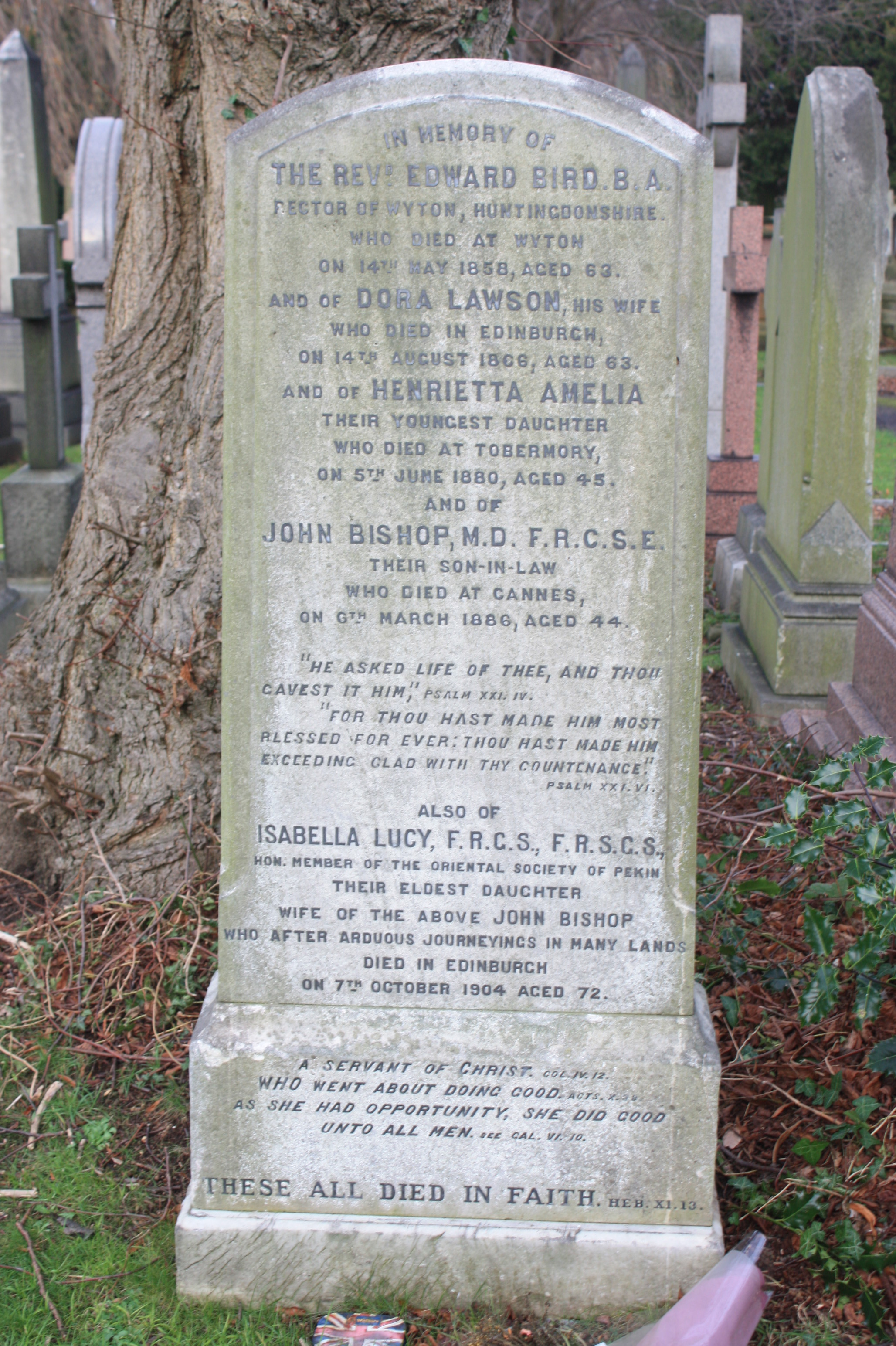
Pomnik na grobie Isabelli Bird, jej rodziców i męża Johna Bishopa

Od stycznia 1897 spędziła ponad rok ponownie na Dalekim Wschodzie, tym razem najpierw płynąc od Szanghaju w górę rzeki Jangcy, następnie jadąc na zachód aż do Langzhong (wtenczas zwany Paoning Fu). W tamtejszej misji, współdziałającej z Church Missionary Society, wsparła kwotą £100 budowę szpitala nazwanego później Henrietta Bird Memorial Hospital. (Pod egidą CMS działały też inne szpitale i sierocińce współzałożone przez nią w różnych miejsca na Dalekim Wschodzie.) W zachodniej części kraju wielokrotnie musiała stawić czoła wrogiej, a nawet agresywnej postawie mieszkańców, ksenofobicznie nastawionych szczególnie wobec Europejczyków. W kwietniu dotarła na równinę Chengdu i do granicy chińsko-tybetańskiej, skąd przedostała się w zimowych warunkach przez góry na tereny zamieszkałe przez lud Mantze; w maju, zmuszona formalnymi trudnościami, porzuciła ideę dalszego marszu do Tybetu i zawróciła z powrotem ku Jangtse. Tej ostatniej dalekowschodniej podróży poświęciła obszerną The Yangtze Valley and Beyond: an account of journeys in China, chiefly in the province of Sze Chuan and among the Man-tze of the Somo territory (1899). Fotograficznym podsumowaniem jej ostatnich dwóch wypraw był wydany w 1900 album Chinese Pictures zawierający wybór 60 fotografii, opatrzonych krótkim opisem.
Po powrocie do Wielkiej Brytanii z niesłabnącą aktywnością – mimo słabnącego zdrowia – uczestniczyła w działalności stowarzyszeń geograficznych i misyjnych oraz wygłaszała prelekcje, jak np. w maju 1897 w Royal Geographical Society w Londynie jako pierwsza kobieta, którą poproszono o wygłoszenie pełnego wykładu. Przełom lat 1900–1901 spędziła na półrocznej podróży przez Maroko. Na jakiś czas powróciła do lepszej kondycji, zamyślając nawet o kolejnym wyjeździe do Chin. Od 1902 mieszkała w różnych domach opieki w Edynburgu (Isabella Bishop nie posiadała własnego domu), gdzie zmarła 7 października 1904. Została pochowana w rodzinnym grobowcu na cmentarzu Dean Cemetery w Edynburgu obok rodziców, siostry i męża.

## Życie prywatne

### Jim Nugent (?-1874)
Obszerne i liczne fragmenty A Lady’s Life in the Rocky Mountains (1879) opisują postać Jima Nugenta, zwanego „Rocky Mountain Jim”, i dzieje ich znajomości. Urodzonego w Kanadzie Irlandczyka otaczała zła sława: żyjący w odosobnieniu traper, pijak i awanturnik, wcześniej zwiadowca z rządowym upoważnieniem prowadzący osadników przez bezdroża Dzikiego Zachodu i osłaniający ich przez atakami Indian. Isabella najęła go jako przewodnika na wspinaczkę na szczyt Longs Peak (4346 m) i podczas kilkutygodniowej znajomości, jaka z tego wyniknęła, dane jej było poznać jego drugą stronę jego osobowości: niebanalny intelekt, zamiłowanie do poezji, maniery gentlemana i opiekuńczość. W biografiach Isabelli Bird, od Anny Stoddart po Susanne Härtel, mowa jest przy okazji Mountain Jima o miłosnej historii (Liebesgeschichte), a nawet o miłości życia (the romance of her life). Nieopublikowane w książce z 1879 urywki listów do siostry zdradzają głęboką fascynację, wręcz zauroczenie tą barwną i tragiczną postacią i intensywną więź uczuciową między nimi. Zawartość tych listów jedynie w bardzo okrojonej przez autorkę formie została włączona w jej opowieść o pobycie w Górach Skalistych.
Nazwę „Bird and Jim” nosi jedna z restauracji w miejscowości Estes Park (Kolorado), powołując się na dzieje „wiktoriańskiej podróżniczki, [która] przełamała granice płci i obyczajów swojej epoki” i „miejscowego przewodnika górskiego o reputacji łotra”. 

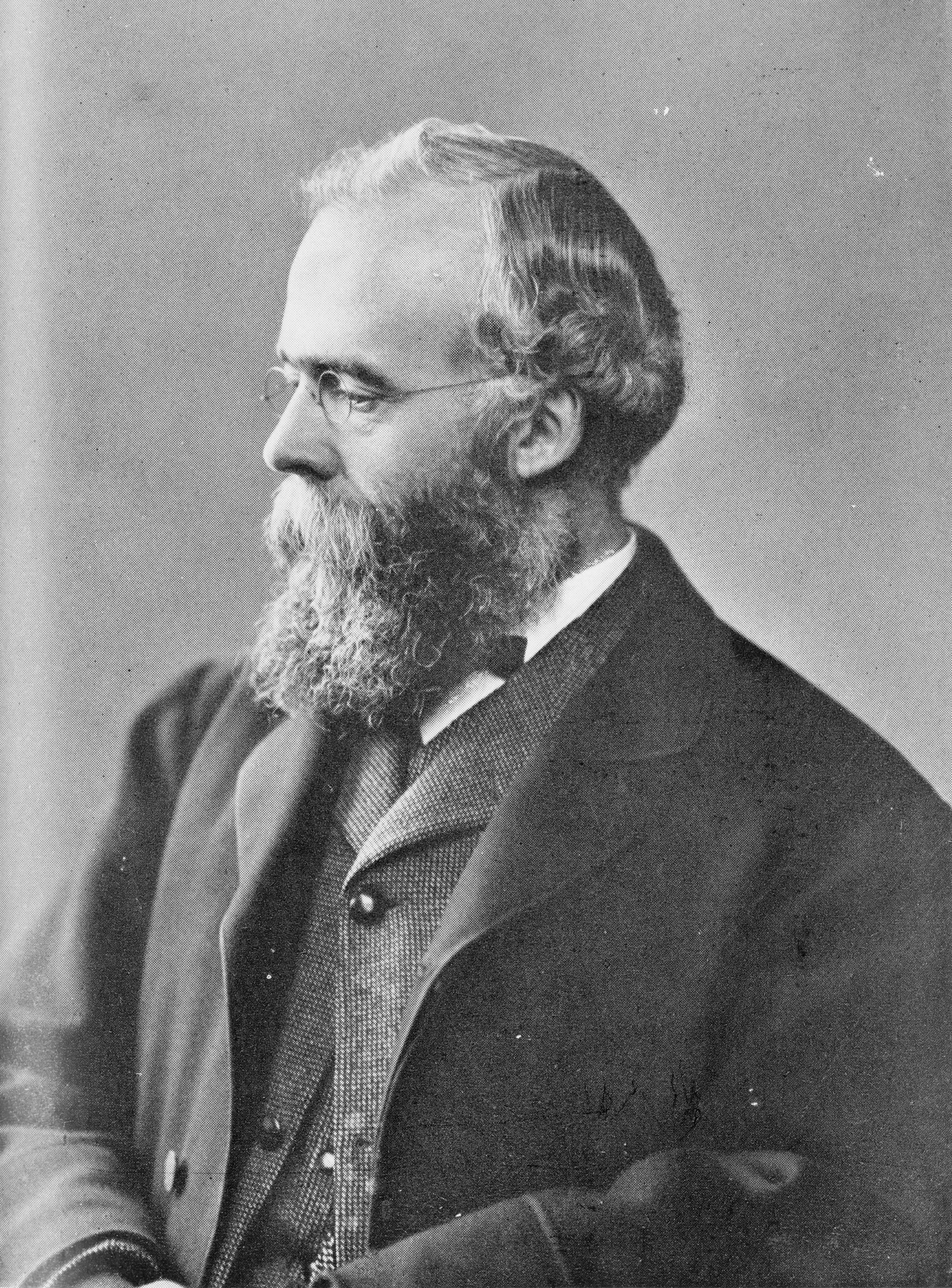
Dr John Bishop

### John Bishop (1841–1886)
Lekarzem sióstr Bird był pochodzący z Sheffield John Bishop, lekarz z popularną wśród elity Edynburga praktyką lekarską. Zaczątkiem prywatnych kontaktów z Izabellą były ich wspólne zainteresowania botaniką. Jego oświadczyny w 1877 nie zostały jednak przyjęte i choć pozostali przyjaciółmi, to więź emocjonalna z siostrą pozostawała dla Isabelli najważniejsza. Według deklaracji złożonej w liście do Johna Murraya to raczej aby uchylić się od zamęścia, wyruszyła w kwietniu 1878 w podróż na Daleki Wschód, aniżeli w podanym oficjalnie celu poprawy zdrowia. Powróciła do domu jesienią 1879 i przystąpiła do przygotowywania tekstu nowej książki oraz spędzała czas odwiedzając krewnych i przyjaciół w całym kraju. Dopiero na wieść o chorobie siostry w kwietniu 1880 udała się do Tobermory. Podczas tygodni wczesnego lata 1880, kiedy Henrietta zmagała się z poważną chorobą, John Bishop poświęcił się całkowicie opiece nad nią i pozostał przy siostrach aż do jej śmierci. W okresie głębokiej żałoby, targana wyrzutami sumienia i bliska załamania, Isabella Bird znalazła w Johnie Bishopie niezastąpioną podporę, tak o nim mówiąc: „Teraz zdaję sobie sprawę z tego, że to jego pełna oddania miłość trwała pomiędzy mną a najczarniejszym przygnębieniem, w jakim trwałam od chwili, gdy mnie wyprowadził z pokoju, [w którym zmarła moja siostra]”. W rok później Isabella zgodziła się wyjść za niego mąż i ich ślub miał miejsce 8 marca 1881 w posiadłości jej rodziny w hrabstwie Warwick. Małżonkowie zamieszkali w Edynburgu, ale cieniem na ich zgodnym pożyciu kładły się coraz dotkliwiej choroby obojga. Mimo pobytów w sanatoriach i innych wyjazdów kuracyjnych na kontynent, John Bishop zmarł 6 marca 1886 w Cannes i został pochowany na cmentarzu w Edynburgu w grobowcu rodzinnym Birdów.

## Działalność pisarska
Pierwszym jej tekstem ogłoszonym drukiem (przez księgarza z Huntingdon) była broszura rozważająca pozytywne i negatywne strony wolnego handlu i protekcjonizmu, w którym 16-letnia Isabella Bird opowiada się po stronie tego drugiego. Później publikowała artykuły przeważnie w brytyjskim tygodniku „The Leisure Hour” (wydawanym przez Religious Tract Society (RTS), które wydało w 1894 także jej pracę na temat Tybetu) i dotyczyły one zarówno kwestii społecznych i religijnych, jak i przekazywały jej ogólniejsze refleksje z odbytych podróży. Szerokim echem odbił się jej tekst Notes on Old Edinburgh (1869), piętnujący warunki bytu szkockiego proletariatu, wyzyskiwanego przez posiadaczy nieruchomości.
Pierwszą pozycją książkową była An Englishwoman in America, opublikowana w 1856 przez londyńskiego wydawcę Johna Murraya. Tenże był wydawcą jej następnych utworów, a także przyjacielem i adresatem obszernych listów z podróży. Jakkolwiek wydana anonimowo, już ta pierwsza książka zdobyła przychylność krytyki i czytelniczą popularność. Tym samym Isabella Lucy Bird weszła na drogę, którą podążać miała do końca życia – jako podróżniczka ze swadą i zmysłem krytycznym opisująca swoje doświadczenia i poznawane kraje w tekstach przesyconych angielskim patriotyzmem i religijnością. Jej bogato ilustrowane książki podróżnicze okazały się też jednym z najwybitniejszych sukcesów wydawniczych renomowanej na rynku księgarskim firmy John Murray.

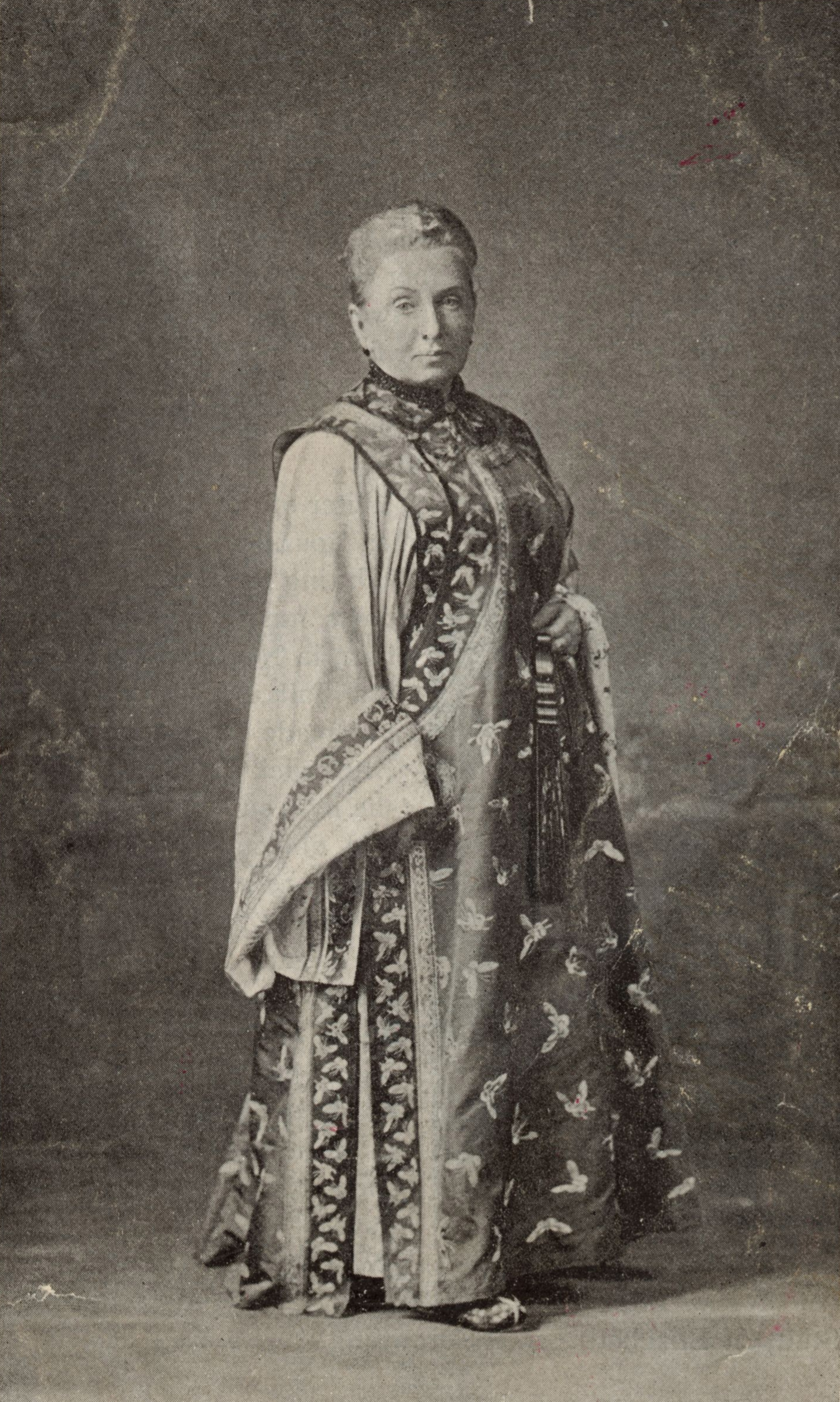
Isabella Bird w stroju mandżurskim

Obszerne relacji z podróży w latach 1872–1873 z Nowej Zelandii na wyspy w hawajskim archipelagu (The Hawaiian archipelago, wyd. 1875) oraz w Górach Skalistych (A Lady’s Life in the Rocky Mountains, wyd. 1879) zostały entuzjastycznie przyjęte przez krytyków. Życzliwie przyjęto też jej opowieść o rejsie do portów na zachodnim wybrzeżu Morza Południowochińskiego i wokół Półwyspu Malajskiego (The Golden Chersonese, wyd. 1883), choć nie okazała się ona dla autorki sukcesem finansowym tak znacznym jak poprzednie. O tej ostatniej biografka Pat Barr powiedziała w A Curious Life for a Lady (1979), że należy do najlepszych tekstów Isabelli Bird Bishop i pozostaje atrakcyjną lekturą także dla współczesnego czytelnika.
Utwory książkowe o tych podróżach azjatyckich mają formę listów pisanych do osoby z rodziny („a near relation”) – siostry Henrietty. Ponadto fragmenty listów pisanych z Kolorado ukazywały się w osobnym opracowaniu także w piśmie „The Leisure Hour”. Tomy o podróżach po Hawajach, Górach Skalistych i Malezji dedykowane są siostrze, ten ostatni pośmiertnie. Śmierć Henrietty w 1880 okazała się cezurą także w twórczości pisarskiej Isabelli; jak Dorothy Middleton pisze w jej biografii: [po śmierci siostry] „Isabella odbyła wiele interesujących i ważnych podróży, ale już nigdy więcej nie pisała o nich równie przejmująco”. Listy pisane na gorąco z drogi do siostry Isabella Bird przed drukiem starannie cenzurowała, np. z fragmentów zbyt osobistych, i uzupełniała opisy podróży dodatkowymi rozdziałami o zawartości informacyjnej. I tak np. obszerne dwa tomy opisujące doświadczenia zebrane w podróżowaniu po Japonii autorka wzbogaciła rozdziałami dotyczącymi m.in. historii, gospodarki i kwestii społecznych Japonii. Tym samym ich zawartość nabrała charakteru ogólnie informacyjnego i popularnonaukowego, co podkreślały jeszcze aneksy: słowniczek języka ajnuskiego, esej na temat historii religii w Japonii, w tym szintoizmu, oraz zestawienia dotyczące spraw budżetowych i handlu zagranicznego. Rola Henrietty w powstawaniu tych utworów wychodziła poza adresatkę listów, ponieważ miała w tym też aktywny udział. Od niej np. pochodził tytuł The Golden Chersonese and the way thither, wyjątkowo udany jak podkreśla Pat Barr. Co więcej, nowsze opracowania na temat obu sióstr utrzymują, że to raczej Henrietta – bardziej wykształcona i szerzej oczytana – dostarczała sprawdzonych w dostępnej jej literaturze informacji naukowych, co zresztą przyznawała sama Isabella.
Cztery ostatnie relacje z azjatyckich podróży w latach 1889–1897 – Journeys in Persia and Kurdistan (1891), Among the Tibetans (1894), Korea and Her Neighbours (1898), The Yangtze Valley and Beyond (1899) – pozbawione są według Dorothy Middleton uroku wcześniejszych książek. Już nie listy do siostry były ich treścią, ale oparte na dzienniku sprawozdania z przebiegu wypraw wzbogacane bardzo dobrymi opisami, fakty dotyczące odwiedzanych krain i dość moralizatorskie rozważania. Relacja z podróży tybetańskiej latem 1889 ukazała się nakładem Religious Tract Society w 1894 i odbiegała od wcześniejszego standardu obszernych książek podróżniczych brakiem map i mniejszą objętością, ilustrowana była natomiast rycinami Edwarda Whympera. Ostanie książki, te niemające formy listów, zachowują dzięki bogactwie nagromadzonych w nich informacji i obserwacji wartość wybitnych utworów literatury podróżniczej.

## Upamiętnienia i odznaczenia
Była jednym z członków założycieli Królewskiego Szkockiego Towarzystwa Geograficznego, które dopuszczało w swoje szeregi kobiety od momentu powstania w 1884; w 1890 przyznano jej honorowe członkostwo (Honorary Fellowship) Towarzystwa. Latem 1892 znalazła się w grupie pierwszych 15 kobiet, którym przyznano członkostwo (Fellowship) Królewskiego Towarzystwa Geograficznego w Londynie. W 1897 roku w uznaniu dla jej osiągnięć fotograficznych, których dowodem były ilustracje z podróży po Dalekim Wschodzie, została w 1897 na wniosek Johna Murraya (IV, syna Johna Murraya III i spadkobiercy wydawnictwa John Murray) wpisana na listę członkowską Królewskiego Towarzystwa Fotograficznego. Strona tytułowa The Yangtze Valley and Beyond informuje też o przyznanym jej honorowym członkostwie w Oriental Society of Peking. Nazwisko Isabelli Bird wprowadzono w 1985 do Colorado Women’s Hall of Fame.

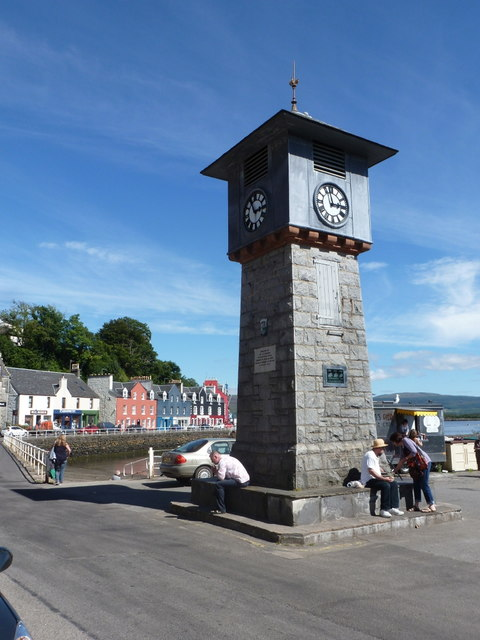
Wieża zegarowa w Tobermory, wystawiona przez Isabellę Bird i upamiętniająca jej siostrę Henriettę

W 1905 w miejscowości Tobermory na wyspie Mull, w której siostry Bird miały dom, wystawiono z funduszy przeznaczonych na ten cel w 1880 przez Isabellę Bird wieżę zegarową mającą upamiętniać jej siostrę Henriettę, zmarłą w 1880 na tyfus w Tobermory. Projektantem wieży był Charles H. Whymper, brat alpinisty i ilustratora Edwarda Whympera.
Życie Isabelli Bird Bishop, jej podróże, działalność pisarska i misyjna, są przedmiotem co najmniej kilkunastu biografii w formie obszernych opracowań lub mniejszych artykułów. Pierwszym bodaj omówieniem jej wyczynów podróżniczych na tle innych podróżniczek jest rozdział w książce Celebrated women travellers of the nineteenth century wydanej w Londynie w 1883 i dotyczący jej pobytu w Rocky Mountains, wychwalający przy okazji jej umiejętności pisarskie. W 1906 londyńskie wydawnictwo Johna Murraya wydało pierwszą obszerną biografię The Life of Isabella Bird (Mrs. Bishop). Jej autorka, Anna M. Stoddart, znała Isabellę Bird osobiście i oparła swój tekst nie tylko na udostępnionych jej listach napisanych przez Isabellę Bird, ale także na rozmowach z osobami z jej otoczenia. Jak podkreśla Pat Barr, autorka najobszerniejszej jak dotąd biografii Isabelli Bird A Curious Life for A Lady (1979), wymogi wiktoriańskiego decorum oraz ograniczone i skąpe doświadczenia życiowe Miss Stoddart nie dozwalały na ukazanie innego, pełniejszego obrazu życia Isabelli Bird niż ten „stonowany i wyjałowionym na użytek edynburskich salonów”. Najnowsza biografia Isabelli Bird ukazała się w 2021 (wznowienie 2024) pt. The life and travels of Isabella Bird: the fearless Victorian adventurer, w serii Trailbrazing Women.
Bogactwo jej przeżyć, niezwykłych jak na wiktoriańskie standardy, zainspirowało też twórców filmowych, teatralnych i telewizyjnych. W sztuce teatralnej napisanej przez Caryl Churchill Top Girls (1982) Isabella Bird jest jedną z pięciu głównych postaci historycznych, których opowieści mają ilustrować społeczno-socjologiczne tło wyborów dokonywanych przez kobiety. Sztuka jest regularnie wystawiana i uznawana za należącą do najlepszych utworów scenicznych ostatniego stulecia. O przygodach Isabelli Bird w trakcie jej podróży po Japonii opowiada ukazująca się od 2015 manga Isabella Bird in Wonderland, z dwujęzycznym tekstem japońsko-angielskim. Ten komiks ukazuje się także od 2017 we Francji jako Isabella Bird, femme exploratrice. Postać Isabelli Bird jest w Japonii tematem licznych opracowań, bywa też wykorzystywana np. do celów reklamowych i propagujących turystykę. W 2009 z inicjatywy National Library of Scotland powstał film Travels with Isabella Bird. Brytyjska telewizja BBC wyprodukowała w 2022 trzyczęściowy program Trailblazers: A Rocky Mountain Road Trip, w którym trzy dziennikarki udają się drogę przez Rocky Mountains śladami Isabelli Bird.

## Utwory Isabelli Bird Bishop

### Książki wg roku pierwszego wydania
1856 The Englishwoman in America. London: John Murray
1859 The Aspects of Religion in the United States of America. London: Sampson Low, Son and Co.
1869 Notes on old Edinburgh. Edinburgh: Edmonston and Douglas [opublikowana bez podania nazwiska]
1875: The Hawaiian archipelago. Six months among the palm groves, coral reefs, & volcanoes of the Sandwich Islands. London: John Murray
1879: A Lady’s Life in the Rocky Mountains. London: John Murray
1880: Unbeaten tracks in Japan: an account of travels in the interior including visits to the aborigines of Yezo and the shrines of Nikkô and Isé. London: John Murray. Volume I. Volume II
1883: The Golden Chersonese and their thither. London: John Murray
1891: Journeys in Persia and Kurdistan, including a summer in the Upper Karun region and a visit to the Nestorian rayahs. New York: G.P. Putman‘s Sons; London: John Murray. Volume I. Volume II
1894: Among the Tibetans. London: Religious Trust Society
1898: Korea and Her Neighbours: a narrative of travel, with an account of the recent vicissitudes and present position of the country. London: John Murray. Volume I. Volume II (1905).
1899: The Yangtze Valley and Beyond: an account of journeys in China, chiefly in the province of Sze Chuan and among the Man-tze of the Somo territory. London: John Murray
1900: Chinese pictures: notes on photographs made in China. London, Paris, New York, Mebourne: Cassell and Company

### Tłumaczenia
1882: Leben einer Dame in den Felsengebirgen. Berlin: Janke
1884: Der Goldene Chersones. Leipzig: Ferdinand Hirt
1886: Unbetretene Reisepfade in Japan: eine Reise in das Innere des Landes und nach den heiligen Stätten von Nikko und Yezo. Jena: Costenoble.
1989: Eine Lady in den Rocky Mountains. Frankfurt am Main: Ullstein Taschenbuch. ISBN 9783548302201.
1990: Unbetretene Pfade in Japan. Wien: Promedia. ISBN 978-3-900478-34-6.
2017: Durch die Wildnis der Rocky Mountains – Allein unter Goldgräbern und Desperados. Lenningen: Edition Erdmann. ISBN 9783737400411.

### Niektóre teksty włączone do obszerniejszych publikacji
1893: mowa wygłoszona na Woman‘s Congress podczas wystawy światowej World’s Columbian Exposition w Chicago Medical Missions. Chicago: Woman’s Board of Missions of the Interior
1898: mowa wygłoszona 11 maja 1897 w St James’s Hall w Londynie Missions in the Far East: a traveller’s testimony, [w:] “Christian Science Sentinel”. Boston: Christian Science Publishing Society
1901: wstęp Introduction, [w:] Hannah Davis: Among hills and valleys in western China: Incidents of missionary work. London: S.W. Partridge and Co.
1908: esej Heathen claims and Christian duty, [w:] “Electric Railway Journal” Boston: American Board of Commissioners for Foreign Missions

### Listy
Listy Isabelli Bird Bishop, pisane głównie do siostry Henrietty i wydawcy Johna Murraya, a także wykonane przez nią fotografie i rysunki, są w wersji cyfrowej udostępnione na portalach m.in. Uniwersytetu Marylandu (UMD Discover), National Library of Scotland (Letters of Isabella Lucy Bishop to John Murray) i w innych zbiorach. W zbiorach University of St Andrews znajduje się oryginał dziennika podróży Isabelli Bird Bishop po Nilu w 1895 (Diary of Isabella Lucy Bishop’s Nile Voyage). Wybory jej listów ukazały się też w formie książkowej lub jako ebook:
2002: Letters to Henrietta. London: John Murray. ISBN 9780719560477.
2020: Letters from Isabella Lucy Bishop, mostly to John Murray: Correspondence. 26 Jun 1855 – 23 Dec 1879. Marlborough: Adam Matthew Digital.
2020: Letters of Isabella Lucy Bishop to John Murray: Correspondence. 7 Feb 1899 – 3 Mar 1904. Marlborough: Adam Matthew Digital.
2020: Letters from Isabella Bishop to Henrietta Bird from Japan, Hong Kong, Canton, Singapore, Malacca and the Malay. Marlborough: Adam Matthew Digital.